# La Voix des morts (roman)
Pour les articles homonymes, voir La Voix des morts.
La Voix des morts (titre original : Speaker for the Dead) est un roman de science-fiction de l'écrivain américain Orson Scott Card, publié en 1986. Il reçut la même année le prix Hugo et le prix Nebula. 
Ce roman fait partie du Cycle d'Ender et fait suite à La Stratégie Ender.
Ce livre (La Voix des morts, second « personnage » de l'histoire) est en fait la concaténation de deux œuvres fictives du héros, La Reine et L'Hégémon, le premier parlant de la dernière Reine des Doryphores, et le second de son frère Peter.
Il en tire une philosophie de l'existence, qui est la trame du roman éponyme.

## Contexte de la fiction
En 1886 après la constitution du Congrès Stellaire, l'humanité redécouvre pour la première fois depuis la rencontre avec les Doryphores, une espèce intelligente appelée Pequeninos (ou piggies) sur la planète catholique et lusophone Lusitania. Le Congrès Stellaire y voit alors l'occasion pour l'humanité de se racheter après le xénocide des doryphores : la population de Lusitania vivra dans une zone délimitée et sera tenue de ne pas dépasser une population limite.
Afin d’étudier cette espèce sans gêner son développement et sans la polluer des inventions humaines, seuls les xénologues et leur apprenti peuvent les approcher. Chaque jour, ils doivent réaliser un compte rendu de leur journée aux côtés des piggies qu’ils transmettent à tous les scientifiques des Cent-Planètes.
Trois mille ans après le xénocide, Ender Wiggins est Porte-parole des morts. Ce mouvement spirituel né à la suite des livres La Reine et L'Hégémon, consiste à enquêter, puis à dire la vérité du travail et de la vie de personnes mortes. Voyageant de planète en planète de manière relativiste à la vitesse de la lumière, Ender se retrouve sur Lusitania pour parler de la mort de Pipo, un xénologue tué par les piggies dans d’étranges circonstances.

## Résumé
Le récit comprend 18 chapitres.
Peu après l’installation des premiers humains sur Lusitania, un virus appelé la Descolada touche et tue une bonne partie de la colonie en attaquant les gènes, séparant en deux et décollant les brins d’ADN. Deux xénobiologistes parvinrent à trouver un traitement avant de succomber de ce dernier, laissant seule leur unique fille Novinha.
Huit années plus tard, le xénologue (ou Zénator) Pipo accompagné de son apprenti et fils Libo, parviennent à entretenir de bonnes relations avec les Piggies. Après avoir réussi son examen d’exobiologiste à treize ans, Novinha rejoignit leur équipe, passant des années joyeuses et insouciantes. Après avoir révélé par accident une information à propos des relations hommes-femmes chez les humains au Pequenino « Rooter », ce dernier est retrouvé éviscéré dehors, avec une pousse d’arbre dans son abdomen. Ce rituel ressemblant à de la torture demeurera incompris par les Zénators et aucune investigation ne pourra être faite, du fait de restrictions du Congrès Stellaire leur interdisant de parler de cet évènement. Quelques années plus tard, en regardant les recherches de Novinha sur la Descolada, Pipo a un flash et court sans explication en parler aux piggies. Libo et Novinha découvrirent plus tard le corps de Pipo ouvert de la même manière que celui de Rooter quelques années avant. L’annonce de sa mort secoua les Cent-Planètes et de nouvelles restrictions sont décidés par le Congrès Stellaire, les piggies pouvant être une menace aux humains.
Consciente que ce sont ses recherches qui ont causé la mort de Pipo, Novinha cache tout son travail à Libo, craignant que s’il parvienr à la même découverte que Pipo, il subisse le même sort que Pipo. Désemparée et perdue, elle appelle un Porte-Parole des Morts pour Pipo. Elle épousa plus tard un autre homme, Marcos Ribeira, afin de ne pas avoir à débloquer ses documents à Libo s’ils avaient été époux.
Andrew Wiggins, secrètement Ender Wiggins, celui porté responsable de l’extinction de la race des Doryphores après la sortie des livres La Reine et L'Hégémon écrits par lui-même, se trouve à 22 années lumières de Lusitania sur la planète Trondheim lorsqu’il reçoit l’appel de Novinha. Décidé à partir, il laisse alors sa sœur Valentine derrière lui, conscient qu’il ne la verra probablement plus jamais, mais reste avec son amie Jane, une intelligence artificielle qui communique avec lui depuis un bijou sur son oreille. Jane est née dans l’ansible, un réseau de communication instantanée entre toutes les Cent-Planète, elle a accès sans limite à toutes les données transitant sur le réseau, mais reste cependant l’essentiel de son temps auprès d’Ender qui est le seul à connaitre son existence. Il voyage aussi avec la Reine des doryphores à qui il veut trouver l’endroit idéal afin qu’elle puisse s’installer.
Ender atterrit alors sur Lusitania 22 ans après l’appel de Novinha. Il apprend que Novinha annula son appel cinq jours après l’avoir demandé, mais qu'il est aussi appelé par deux autres personnes pour parler de Libo, mort dans les mêmes circonstances que son père Pipo, et de Marcos Ribeira, mort d’une maladie génétique.
Miro, un des fils de Novinha et Ouanda, fille de Libo, continuèrent secrètement d’étudier les Pequininos et tombèrent amoureux l’un et l’autre. Miro confia à Ender que les piggies voulait rencontrer la Voix des Morts après avoir lu La Reine et L'Hégémon et qu’ils voulaient aussi vivre avec la Reine. En menant son enquête, il découvre que Novinha n’aimait pas Marcos et vivait avec lui car elle savait que sa maladie allait le tuer et que les enfants de Novinha n’étaient pas ceux de Marcos mais ceux de Libo, Marcos étant infertile.
Ender finit par rencontrer les piggies. Ces derniers connaissent sa véritable identité car ils peuvent aussi communiquer avec la Reine qui voyage avec Ender. Ils l’implorent d’aider leur tribu à se développer plus rapidement avec la technologie humaine pour qu’ils puissent eux aussi voyager à travers les étoiles, ce qui est en parfait désaccord avec le Congrès, qui veut que l’homme influence le moins possible la société des piggies pour ne pas reproduire les erreurs faites avec les Doryphores.
Ender prononça son discours pour parler de la mort de Libo et de Marcos. Il révéla tous les secrets de Novinha et ce que Pipo a appris dans ses recherches : tous les organismes vivants de Lusitania fonctionnent par paire à travers le virus de la Descolada. La mort d’un organisme engendre la vie d’un autre. C’est ainsi que les piggies se transforme en arbre après leur mort.
La discussion avec les Epouses des piggies permit de comprendre que les piggies voulait honorer Pipo et Libo en les transformant en arbre « père » afin qu’il puisse féconder les piggies femelles. Cependant cela ne peut pas marcher avec les humains, car ils ne sont pas liés aux arbres par le virus. Au terme de la discussion, un traité a été rédigé afin de s’assurer des termes de la future cohabitation entre les humains, les Pequeninos et les Doryphores. A la fin de l’accord, le piggy au nom d’« Humain » demanda à Ender de l’honorer à son tour, et de procéder au rituel afin de se transformer en arbre.
Miro, qui fut paralysé en traversant la clôture séparant les humains des piggies après avoir découvert qu'Ouanda et lui partageaient le même sang, retrouve la majorité de ses facultés physiques perdues mais reste beaucoup diminué. Ender, qui est grandement occupé par l’échange technologique et culturel avec les piggies, confia Jane à Miro qui devient son nouveau compagnon. Il décida ensuite de se rendre sur la planètre Trondheim où il plaidera devant le Congrès Stellaire des décisions prises à Lusitania concernant les piggies. Ender se maria à Novinha, déposa l’œuf de la Reine selon son souhait et écrit une biographie sur la vie du piggy Humain.

## Lieu du récit
La planète Lusitania a été découverte en 1830 après la constitution du Congrès Stellaire par un vaisseau éclaireur automatisé notifiant que la planète entrait dans le cadre des conditions d’existence humaine. Les premiers humains qui ont foulé le pied de cette planète en 1886 étaient de culture brésilienne et parlaient le Portugais, d’où le nom de la planète, l'ancien nom du Portugal.
La planète dispose d’une faune et d’une flore exceptionnellement peu variée. Par exemple il n'y a qu'une espèce d'oiseau ou de bête sauvage. Cette si faible biodiversité s’explique par l’arrivée du virus de la Descolada qui a sûrement décimé la majorité des espèces endémiques de la planète, d’après Ela, la fille de Novinha. Ainsi peu d’organismes ont pu se réarranger et trouver une manière de cohabiter et de survivre avec le virus.
Avant l’arrivée d’Ender, Milagre était la seule ville de la planète et était peuplé exclusivement d’humains (environ 15 000). Elle était entourée d’une haute clôture métallique électrifiée qui rendait impossible son franchissement.
La planète étant sous licence catholique, il est obligatoire pour les habitants de la ville de s’y convertir. 

## Les Pequeninos
Le Pequeninos (les Petits en portugais) aussi appelés Piggies est une espèce indigène de Lusitania, considérée comme la deuxième espèce extra-terrestre intelligente découverte par l’homme après les Doryphores. Leur intelligence est plus fine que celle des humains selon Pipo. Le Congrès Stellaire imposa un contact minime avec eux afin qu'ils se développent tout seuls sans être contaminés par la culture et la technologie humaine.
Les piggies ont un museau aplati et retroussé, rappelant les nez porcins. Des plaques caleuses sur leurs pieds et leurs cuisses leur permettent de s’accrocher à l’écorce et monter aux arbres.
Les piggies parlent plusieurs langues. Les mâles utilisent la langue des Mâles pour parler entre eux. La langue des Arbres consiste à grimper sur un arbre, chanter et taper selon un rythme complexe sur celui-ci pour communiquer avec lui. En faisant cela, l’arbre peut s’ouvrir, se plier, se couper pour fabriquer des armes, des bâtons ou des outils. Enfin, la langue des Epouses sert aux piggies à communiquer aux Epouses. On ne peut la parler que dans la clairière des naissances. Ils ont par ailleurs appris le Stark (langage commun des humains) et le Portugais au contact des Zénadors. Ainsi ont-ils pu lire La Reine et L'Hégémon et demander la venue du premier Porte-Parole des Morts.
Le cycle de la vie des Pequeninos se décompose en trois phases distinctes qu’ils appellent Première, Deuxième et Troisième vie. La première vie se déroule dans l’arbre-mère. Les piggies emmènent les petites mères, qui ne font pas plus de quatre centimètres, à l’arbre père. La poussière de la sève sur l’écorce entre dans le ventre des petites mères et les féconde. Elles sont ensuite amenées à l’arbre-mère où les nouveau-nés mangent le corps de leur mère pour sortir, si bien que seules les piggies femelles stériles survivent et atteignent la Deuxième vie.
La Deuxième vie est celle où les piggies peuvent se déplacer, monter aux arbres, chanter et parler. Elle se termine par un rituel consistant à ouvrir les entrailles du piggy avec un couteau en bois. Une pousse d’arbre grandit alors du corps du piggy. Pour les piggies, c’est un honneur de passer dans la Troisième vie. Le passage, réalisé par le meilleur ami ou le plus grand rival, permet ensuite, en tant qu’arbre, d’aider la tribu et de donner naissance à d’autres piggies. Les arbres les plus lâches sont ceux qui servent à construire leurs cabanes.

## Éditions
- La Voix des morts, traduit de l'américain par Daniel Lemoine, OPTA, coll. Club du livre d'anticipation, no 126, 1987  (ISBN 2-7201-0300-4) ;
- La Voix des morts, traduit de l'américain par Daniel Lemoine, Le Livre de poche, coll. Science-fiction, no 7115, 1989 (réédition en 1994)  (ISBN 2-253-05086-5) ;
- La Voix des morts, traduit de l'américain par Daniel Lemoine, J'ai lu, coll. Science-fiction, no 3848, 1994 (rééditions en 1997, 1998, 2000, 2001, 2002, 2004, 2009)  (ISBN 2-277-23848-1)

## Le Cycle d'Ender
- La Stratégie Ender
- La Voix des morts
- Xénocide
- Les Enfants de l'esprit
- Une guerre de dons
- Ender : L'Exil